# الليبرالية في الهند
تتناول هذه المقالة لمحة عامة عن الليبرالية في الهند.

## التاريخ
تزامن تزايد النفوذ البريطاني في إقليم البنغال ومعركة بلاسي عام 1757 مع حدوث تطورات هامة في المجال الفكري في إنجلترا (جون لوك، ثمانينيات القرن السابع عشر؛ وآدم سميث، بكتابه البارز الذي نشره عام 1776؛ وإدموند بيرك) وفي الولايات المتحدة (توماس جيفرسون، وجون آدمز، وألكساندر هاميلتون، وغيرهم).

### 1603 – 1835: استقدام اللغة الإنجليزية وتطويرها
وصلت اللغة الإنجليزية إلى الهند في عام 1603 في عهد السلطان جلال الدين أكبر، ولكن لم يكن هناك دافع اقتصادي يحث الناس على تعلم اللغة. لم يبدأ الطلب على تعلم الإنجليزية بالتزايد سوى بعد تعزيز النفوذ البريطاني في البنغال على يد روبرت كلايف، وتوسيع شركة الهند الشرقية ضمن المشهد السياسي الهندي. بحلول عام 1835، كان الهنود يدفعون مبالغ سخية من المال من أجل تعلم الإنجليزية، إذ وفر لهم ذلك فرص عمل في الشركة.
أشار توماس بابنجتون ماكولي في عمله بعنوان «دقيقة ماكولي» إلى أن «السكان الأصليين (الهنود)» أصبحوا «راغبين في تعلم اللغة الإنجليزية»، ولم يعودوا بعد «راغبين في تعلم اللغتين السنسكريتية أو العربية». علاوة على ذلك، بدا أن الذين رغبوا في ذلك، أتقنوا الإنجليزية بشكل جيد: «إنه لمن غير المعتاد، حتى ضمن الأوساط الأدبية في أوروبا (عدا بريطانيا)، أن تجد أي أجنبي يعبر عن نفسه باللغة الإنجليزية بسلاسة وعلى نحو صائب كما تجد لدى العديد من الهنود».
سرعان ما أصبح متعلمو الإنجليزية على دراية بمؤلفاتها، بما في ذلك التطور السريع للفكر السياسي الغربي. غرس ذلك الوعي المتزايد حيال التقدم في الحرية بذور الرغبة تجاه الحكم الذاتي.

### ما بين أواخر القرن التاسع عشر والعام 1947: حركة الاستقلال
في الوقت الذي بدأ فيه أشخاص من أمثال راجا رام موهان روي (1772 – 1883) بتوضيح عناصر تلك الحجج السياسية، لم يكن هناك أحد في وضع يسمح له باستكشاف وتوضيح وجهات نظر جديدة. إلأ أن اللحاق بركب بعض المفاهيم الليبرالية الرئيسية، ساهم لاحقًا في البدء بالمطالبة بقدر أعظم من الحرية في الهند. في حين كان الغرب يرسخ على نحو صارم كياناته السياسية الجديدة، أو يناضل في تطوير القوى الاشتراكية لديه (التي قهرت أجزاءً من الغرب الإقطاعي والأرستقراطي)، كان أهل الفكر في الهند على صراع مع التحدي المتمثل في المهمة الرئيسية الأولى التي تنتظرهم: الاستقلال.
في مستعمرة غوا البرتغالية، دعا فرانسيسكو لويس جوميز الهند إلى الحرية والحكم الذاتي والوحدة السياسية. كانت إسهاماته البارزة في مجالات الفلسفة الليبرالية والاقتصاد سببًا للإشادة الواسعة به وإطلاق لقب «أمير المفكرين» عليه في أوروبا. بالإضافة إلى روي وغوميز، فإن ثمة مساهمين آخرين في الفكر السياسي حول الحرية في القرن التاسع عشر في الهند، بمن فيهم دادبهي ناوردجي (1825 – 1917)، وغوبال كريشنا غوخال (1866 – 1915)، وفيروزيشاه ميهتا (1845 – 1915). أدت النظرية تلك إلى انطلاق حركة الاستقلال في الهند.
أثبت المهاتما غاندي عبر احتجاج إنساني كريم غير عنيف، أن كل البشر متساوون ولابد من معاملتهم على قدم المساواة، بما في ذلك منحهم الفرصة لحكم أنفسهم. كان ذلك تقدمًا كبيرًا في مجال نظرية الحرية وممارستها، ويمكن القول بأنه كان له أثر كبير في إنهاء عصر الإمبريالية والتمييز العنصري.
كان من المدهش أن جواهر لال نهرو، الذي كان مثقفًا للغاية وعلى إدراك كامل بتاريخ الليبرالية، قد أبدى امتلاكه قدرًا قليلًا من الثقة في قدرة الفرد على التفكير وتحمل المسؤولية عن نفسه. لم يشدد نهرو على ضرورة امتلاك كل فرد على حدى مسعىً في التفكير الذاتي والاختيار بين البدائل الأخلاقية. ربما، حسبما رأى، أن اتخاذ هذه الخيارات الأخلاقية كان صعبًا للغاية على الإنسان العادي. كان يعتقد بكل تأكيد أن تلك الخيارات كانت كانت لتوَجّه على نحو أفضل في حال فُرضت من قبل الدولة التي تُديرها النخبة الحاكمة. من خلال التخطيط. عمومًا، كان يرنو تجاه الفكر الجمعي والاشتراكي، حيث تتركز سلطة صنع القرار في يد الدولة. كانت اللامركزية، التي تعني تخويل السلطة والحرية في يد الفرد على أدنى مستوى، فكرًا بغيضًا بالنسبة لنهرو. قال في سيرته الذاتية أن: «إن الاشتراكية ليست مجرد عقيدة اقتصادية أؤيدها؛ بل إنها مذهب مهم للغاية أتمسك به بكل فكري وجوارحي». انحاز الصناعيون الهنود (في إطار خطة بومباي) إلى طرف نهرو بنمطه الاشتراكي استنادًا إلى نموذج الخطة الخمسية السوفييتية.
على الرغم من كونها بيئة ازدهر بها الفكر الاشتراكي، كانت الهند محظوظة لمتعها ببعض الحريات على الأقل حتى قبل الاستقلال. استقدم الحكام البريطانيون التقدم الذي تم إحرازه في المؤسسات السياسية في إنجلترا نتيجة لليبرالية ورسخوه في الهند على مدى عقود من الزمان. أصبحت أمور مثل حق التجمع والاحتجاج في ظل ظروف معقولة، والحق في الملكية، وحرية التعبير في ظل صحافة حرّة نسبيًا، جزءًا لا يتجزأ من المشهد السياسي الهندي قبل الاستقلال.

### بين عام 1949 وأواخر سبعينيات القرن العشرين: ليبرالية ما بعد الاستقلال
أعطى دستور عام 1949 للهنود بعض الحقوق الليبرالية التي كان البريطانيون والأميركيون يترقبونها في ذلك الحين. إضافة إلى ذلك، منحت الهند حق التصويت للجميع: إذ يحق لجميع البالغين التصويت في الجمهورية. كان ذلك قبل حتى أن تمنح معظم البلدان المتقدمة مواطنيها ذلك الحق خلال تلك الفترة. لكن في أغلب القضايا السياسية، تبنت الهند النموذج الاشتراكي لنهرو، والذي تضمن تخيفًا لحقوق الملكية وغيرها. دخلت الحكومة مجال الأعمال التجارية كنشاط أساسي لها، وذلك بغية تحقيق «السيطرة العليا على الاقتصاد». سرعان ما انتشرت المصانع الحكومية وبدأت في تصنيع القمصان، والساعات، والثلاجات، والدراجات الهوائية، والحليب، والخبز، والجبن.
دعا كل من تشاكرافارثي راجاجوبالاتشاري (الذي يدعى أيضًا بشكل غير رسمي: راجاجي)، الحاكم العام الثاني للهند والحاصل على جائزة بهارات راتنا، ومينو ماساني، واقتصاديون من أمثال بيليكوث راغوناث شينوي إلى المزيد من الحرية. إلا أنهم لم تمكنوا من تجاوز ذلك الافتتان الهندي بالاشتراكية. كان راجاجي زميلًا مقربًا لنهرو أثناء حركة الاستقلال، ولكن بعد فترة وجيزة من الاستقلال، بدأ سريعًا في إدراك المخاطر التي تهدد الهند في حال لم يضع أحدٌ حدًا لانبهار نهرو بالاشتراكية. على الرغم من كفاحه من أجل الاستقلال إلى جانب نهرو، وغير مبالٍ بعمره المتقدم (كان راجاجي بالغًا من السن 80 عامًا)، قرر التحرك لمنع هجوم نهرو على الحرية. شق طرقًا مع المؤتمر الوطني الهندي في عام 1957، وشكّل حزب سوانتارا الذي دعم المبادئ الليبرالية الكلاسيكية والمشروعات الحرة. على مدى السنوات الأربع عشرة التالية حتى وفاته في عام 1972، خاض راجاجي حربًا مع حزب مؤتمر نهرو من أجل تعزيز الحرية. ولكن نظرًا للشعبية الكبيرة التي كان يتمتع بها نهرو في ذلك الوقت، وتمته بوجود موارد الحكومة تحت قيادته، فإن معركة راجاجي كانت خاسرة حتمًا.